# 브리짓 다울링

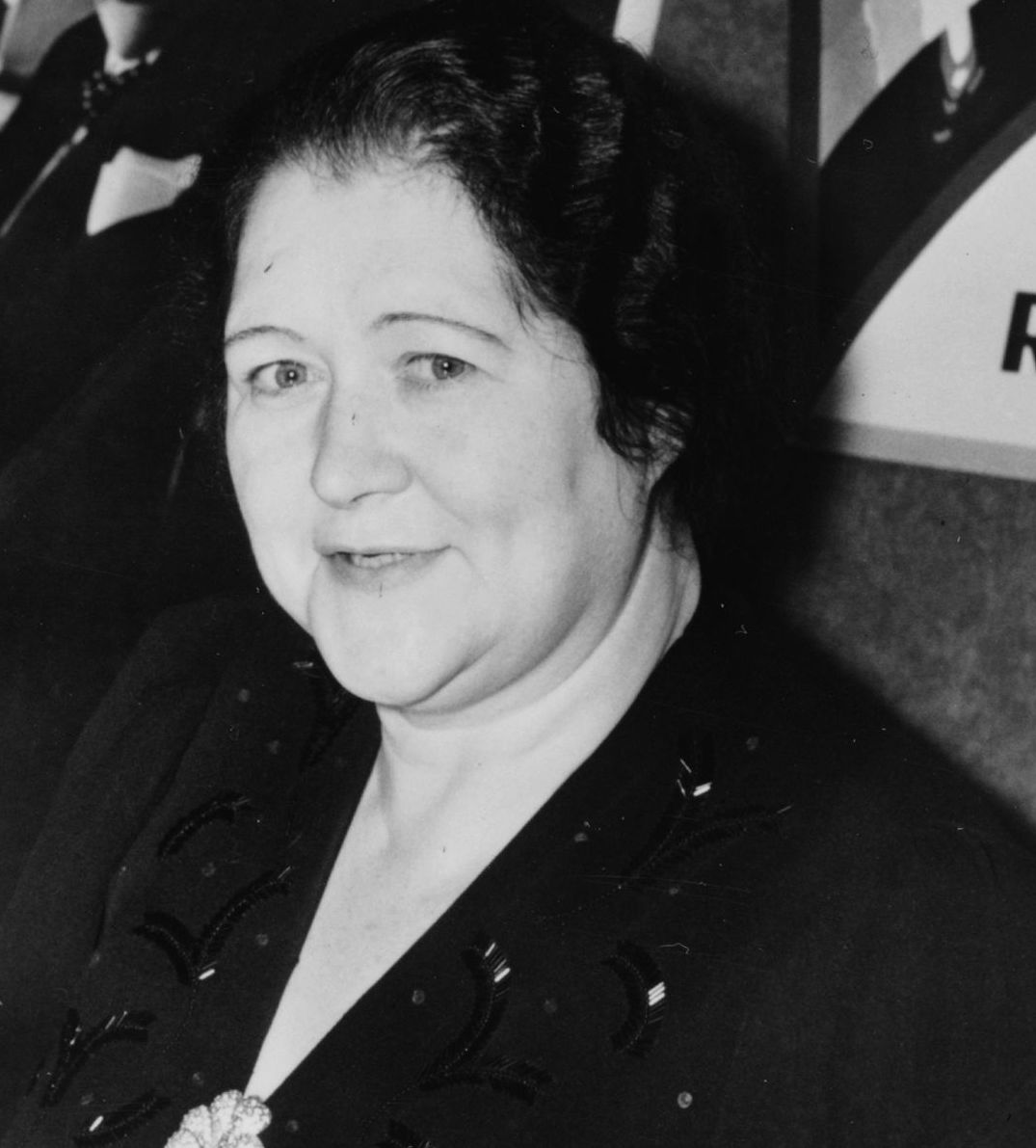
1941년의 다울링

브리짓 엘리자베스 히틀러(영어: Bridget Elizabeth Hitler, 혼전성 다울링(Dowling), 1891년 7월 4일 ~ 1969년 11월 18일)는 알로이스 히틀러 유니오어와 결혼하여 아돌프 히틀러의 형수가 되었다. 그녀는 알로이스 히틀러 유니오어의 아들 윌리엄 패트릭 스튜어트휴스턴의 어머니였다. 아일랜드 더블린에서 태어나 자랐다.

## 결혼

### 약혼
1909년, 브리짓과 그녀의 아버지 윌리엄 다우링은 더블린 말쇼에 참석하여 알로이스 히틀러 주니어를 만났다. 알로이스는 여러 더블린 지역에서 브리짓에게 구애했고 곧 결혼에 대해 논의했다. 1910년 6월 3일, 부부는 런던으로 도피하여 한동안 채링 크로스 로드에 살았다. 그녀의 아버지는 알로이스를 납치 혐의로 기소하겠다고 위협했지만, 브리짓이 그에게 간청하자 결혼을 받아들였다.

### 결혼 생활
두 사람은 리버풀의 톡스테스에 있는 존 가족의 하숙집인 어퍼 스탠호프 가 102번지에 정착했고 1911년에 그들은 외동딸인 윌리엄 패트릭 히틀러를 낳았다. 1942년 1월 10일 독일군의 리버풀 공습으로 파괴되었다. 히틀러스는 리버풀에 거주하는 동안 에버턴 풋볼 클럽에 대한 사랑으로 주목을 받았으며, 가족 구성원들은 각각 시즌 티켓 소지자였던 것으로 확인되었다.

### 분열되다
알로이스는 1914년 사업을 시작하기 위해 독일로 갔으나 제1차 세계 대전의 발발로 계획이 중단되었다. 알로이스는 그의 가족을 버리기로 결심했다. 그는 독일로 돌아와 대대적으로 재혼했고, 전쟁이 끝난 후에 그가 죽었다는 소식을 보냈다. 그의 속임수는 나중에 밝혀졌고, 그는 1924년 독일 당국에 의해 중혼죄로 기소되었다. 그는 브리짓의 개입으로 유죄 판결을 면했다. 브리짓은 결국 이혼한 남편의 도움 없이 혼자 아들을 키웠다(그러나 로마 가톨릭 신자로서 이혼에 종교적으로 반대했다). 그녀는 북런던의 하이게이트에 집을 마련했고 생계를 유지하기 위해 하숙인들을 받아들였다.

## 이민 및 청구권
1939년 브리짓은 아들과 함께 미국 여행을 떠났고, 그곳에서 그는 그의 악명 높은 삼촌에 대해 강의하도록 초대받았다. 브리짓은 1912년 11월부터 1913년 4월까지 고향 오스트리아에서 징집을 피하기 위해 브리짓과 알로이스와 함께 살기 위해 리버풀로 이주했다고 주장했다. 그녀는 자신이 아돌프에게 점성술을 소개했고 그에게 콧수염의 가장자리를 잘라내라고 충고했다고 주장한다.
아돌프 히틀러의 리버풀 체류는 그의 저서 "인트레피드라고 불리는 남자"에서 영국 정보기관 수장의 전기 작가이자 친구인 윌리엄 스티븐슨 경으로부터 확증을 받았다. 윌리엄 경은 영국 안보 조정 (BSC)의 책임자였다. 전기 작가 윌리엄 스티븐슨은 "히틀러가 1912년 11월에서 1913년 4월 사이에 영국에 체류한 것은 BSC 문서에 의해 확인된다."라고 말한다.
1912년부터 1913년 중반까지 히틀러의 '실종의 해'로 묘사되어 왔다. 그 기간 동안 그는 비엔나의 노숙자 남성 호스텔에서 살고 있었다. 역사학자 피터 롱기히는 그의 저서 히틀러의 생애에서 "사실, 1910년부터 1913년까지의 히틀러의 삶에 대한 신뢰할 만한 증거는 거의 없다. 아돌프 히틀러의 저서 "나는 1912년 봄에 마침내 뮌헨에 도착했다"의 첫 문장이 있다. 그러나 히틀러의 진술은 거짓임이 입증되었다. 뮌헨 경찰 기록에 따르면 히틀러는 1913년 5월 25일에 24세의 나이로 빈에서 뮌헨으로 이주했다.
히틀러가 리버풀에 있는 그의 영국 친척들을 방문했는지에 대한 문제는 해결되지 않았다. 일부 역사가들은 브리짓의 원고가 그녀의 유명한 관계를 이용하기 위한 시도로 쓰여진 조작이라고 일축한다. 그러나 마이클 웅거는 저서 리버풀의 암살자에서 캐나다의 역사학자 앨런 카셀 교수의 말을 인용한다. "나는 그의 처제를 믿는 경향이 있다." 브리짓 하만과 한스 몸센은 이 시기에 빈에서 온 몇 안 되는 자료들이 "전체적으로 의심스럽다"고 말한다. 로버트 웨이트 교수는 아돌프 히틀러가 그녀와 함께 지냈다는 그녀의 주장과 그의 저서 "정신병자 신: 아돌프 히틀러"의 부록에 실린 그녀의 책의 다른 주장들에 대해 이의를 제기한다. 데이비드 가드너에 따르면, 브리짓의 며느리는 브리짓이 자신에게 이 책이 환상적이라고 인정했다고 말했다. 그러나 아돌프 히틀러의 리버풀 방문에 대한 이야기는 여전히 인기가 있으며 베릴 베인브리지의 1978년 소설 젊은 아돌프와 그랜트 모리슨, 스티브 요웰의 악명 높은 1989년 만화 "새로운 히틀러의 모험"의 주제였다.

## 전쟁 이후
전쟁이 끝난 후, 브리짓과 그녀의 아들은 스튜어트휴스턴이라는 이름으로 뉴욕의 롱아일랜드에 정착했다. 그녀는 1969년 11월 18일에 그곳에서 사망했고 1987년 7월 14일에 사망한 그녀의 아들과 함께 롱아일랜드 코람에 있는 성묘원에 묻혔다.
브리짓 다우링의 가족은 1901년과 1911년의 아일랜드 인구조사가 디지털화되어 온라인에 공개되기 전까지 미스터리로 남아있었다. 브리짓을 포함한 가족의 이름은 1901년 인구 조사에서 더블린 메스필 로드 근처 플레밍스 플레이스의 윌리엄 다우링이라는 이름으로 제시되었다. 가족들은 나중에 더블린의 덴질 스트리트로 이사했다. 브리짓의 이름은 1911년 인구 조사에서 다우링 가문에 포함되지 않았다. 1911년 잉글랜드와 웨일스의 인구 조사에서 그녀는 "시시 히틀러"로 남편 "안톤 히틀러"와 아들 "윌리엄 히틀러"와 함께 리버풀 어퍼 스탠호프 가 102번지에 나타났다.

## 같이 보기
- 히틀러가